# كاريكاتير ضد الفساد (كتاب)
كتاب كاريكاتير ضد الفساد يجمع كل الرسومات الكاريكاتيرية التي نشرت في الصحف الكويتية التي يكون موضوعها حول الفساد، من إصدار جمعية الشفافية الكويتية وقد صدر منه 3 نسخ للأعوام 9 ديسمبر 2011، 2012، 2013

## مقدمة الكتاب لإصدار 2013

غلاف نسخة 2012

بقلم بدر بن غيث

## مقدمة الكتاب لإصدار 2012
بقلم عبد العزيز آرتي
وهي الرسوم التي تجتاز التقييم من خلال المعايير التي تضعها وتطبقها لجنة متخصصة تشكل لهذا الغرض.
ويستهدف هذا المشروع بشكل أساسي ضمن أهداف عديدة أخرى تشجيع رسامي الكاريكاتير لتبني قضايا الشفافية والنزاهة والمساءلة ومكافحة الفساد المالي والإداري والسياسي.
ويأتي بموازاة مشروع آخر أطلقته الجمعية منذ العام 2010 تحت عنوان كتاب ضد الفساد لتشجيع الكتاب على تبني ذات القضايا التي أنشأت الجمعية لأجلها.
وغني عن الذكر أن رسومات الكاريكاتير يمكن أن تستخدم بشكل موسع في العديد من أنشطة التوعية لما تحققه من تأثير فوري في المتلقي وما تتمتع به من جاذبية خاصة وهي ما بدأت اللجنة المختصة في التخطيط لتنفيذه هذا العام ومن ذلك المشاركة بالرسوهات ضمن معوض الكتاب السنوي و كذلك في الاحتفال باليوم العالمي لمكافحة الفساد وتضمينها شهادات التقدير التي تمنحها الجمعية لمستحقيها.

## مقدمة الكتاب لإصدار 2011

غلاف نسخة 2011

بقلم عبد الرضا كمال

## وصلات خارجية
- مقال في موقع صحيفة سبر بعنوان مشروع كاريكاتير ضد الفساد يدشن عامه الثالث بتاريخ 19/7/2013
- مقال في صحيفة الوطن بعنوان «كاريكاتير ضد الفساد» تنتهي من اختيار رسومات كتابها السنوي بتاريخ 27/11/2013
- مقال في صحيفة النهار بعنوان معرض «كاريكاتير ضد الفساد» بالتعاون مع جمعية الشفافية